# Irène Nadler
Irene Helena (Irène) Treinen-Nadler (Lintgen, 20 februari 1921) was een Luxemburgs kunstschilder.

## Leven en werk
Irène Nadler was een dochter van meesterverver Robert Nadler en Walburga Rettinger. Ze kreeg haar artistieke opleiding in Trier en op een aantal ateliers. In 1946 trouwde ze met dr. Joseph Treinen.
Nadler schilderde realistische landschappen, havengezichten en stillevens. Ze werd lid van de kunstenaarsvereniging Cercle Artistique de Luxembourg (CAL), waar ze van 1946 tot 1963 deelnam aan de jaarlijkse salons. In 1955 nam ze met Mett Hoffmann, Jean-Pierre Junius en Coryse Kieffer deel aan de 3e Biënnale van São Paulo, kunstcriticus Joseph-Émile Muller schreef in de catalogus dat ze zich ontwikkelde in 'sferen die worden gekweld door de herinnering aan Klee'. In 1966 vertegenwoordigde Nadler Luxemburg op de Salon européen des femmes-peintres in Nancy, samen met Triny Beckius, Georgette Beljon, Monique Brackel, Solange Frégnac, Thérèse Frégnac, Josée Gloden, Nina Grach-Jascinsky, Marie-Ange Heiden, Christiane Heinen, Huguette Heldenstein, Erny Heuertz, Loulou Heuertz, Valérie Kuborn, Ger Maas, Hélène Meer, Marie-Jeanne Molitor, Vanna Solofrizzo, Germaine Spiesse en Lily Unden.
- Musée national d'archéologie, d'histoire et d'art: lkl004117